# Foszfolipidszkrambláz 2
A foszfolipidszkrambláz 2, más néven Ca2+-dependens foszfolipidszkrambláz 2 a PLSCR2 gén által kódolt fehérje.

## Szerkezet
224 aminosavból álló fehérje a tubbyval való hasonlóságokkal. Állandósult doménjei a DNS-kötő motívum, a palmitoilációs motívum, a magi lokalizációs jel és a C-terminális hélix.
C-terminális része állandósult, hiánya inaktívvá teszi, aktivitása helyreállítható a PLSCR1 prolingazdag doménjével. E fehérjéhez 59%-ban hasonlít.
Emissziós maximuma {\displaystyle \lambda =345\ \mathrm {nm} }-nél van.

## Helye a sejtben
A foszfolipidszkrambláz 2 elsősorban a sejtmagban van jelen pontszerű csoportokban.

## Funkció
A PLSCR2 együttműködik a STAT3-mal az I-es típusú interferonválasz szabályzásában.
Míg a Ca2+-hoz a foszfolipidszkrambláz 3-nál kisebb, a Mg2+-hoz e fehérjénél nagyobb affinitással köt.
Mivel nem rendelkezik N-terminális prolingazdag doménnel, nem képes a többi szkramblázhoz hasonló foszfolipid-átrendezésre. Ennek visszaadásakor a prolingazdag domén 1., 3., 5., 7., 9. és 12. aminosavja oktaéderesen köt a kalciumhoz, és jelentősen növeli az apoptotikus sejtek számát.
A transzmembrán fehérje-kölcsönhatásban és a receptortranszportban részt vesz, továbbá a magzati fejlődésben és a sejtciklusban is fontos szerepe van.

## Expresszió
Elsősorban a herék expresszálják, a VCP túlexpressziója az expressziót csökkenti.

## Szabályzás
A PLSCR2-t a ZFP30 és a VCP közvetlenül szabályozza.
A 149. helyen lévő treonint a fehérjekináz C foszforilálja.

## Sejtvonalak
Ismertek Cricetulus griseus-petefészekből származó, stabilan a PLSCR2-t túlexpresszáló K1-sejtvonalak.

## Klinikai jelentőség
A PLSCR2 VCP általi expressziócsökkenése a szívizom-hipertrófiát csökkentheti.

## Fordítás
Ez a szócikk részben vagy egészben  a   PLSCR2 című angol Wikipédia-szócikk ezen változatának fordításán alapul.  Az eredeti cikk szerkesztőit annak laptörténete sorolja fel. Ez a jelzés csupán a megfogalmazás eredetét és a szerzői jogokat jelzi, nem szolgál a cikkben szereplő információk forrásmegjelöléseként.